# Collolechia
Collolechia är ett släkte av lavar som beskrevs av Abramo Bartolommeo Massalongo. Collolechia ingår i klassen Lecanoromycetes, divisionen sporsäcksvampar och riket svampar.
Släktet innehåller bara arten Collolechia caesia.